# Montauroux
Montauroux este o comună în departamentul Var din sud-estul Franței. În 2009 avea o populație de 1.244 de locuitori.

## Evoluția populației
| An        | 1975 | 1982 | 1990 | 1999 | 2006  | 2009  |
| --------- | ---- | ---- | ---- | ---- | ----- | ----- |
| Populație | 634  | 428  | 629  | 642  | 1.134 | 1.244 |